# Karen Holmsen
Karen Antonette Johanne Holmsen (geboren am 6. Juni 1832 in Christiania (heute Oslo); gestorben am 17. Januar 1912 ebenda) war eine norwegische Opernsängerin (Mezzosopran), sang aber auch Sopran- und Altpartien. Sie gilt vielleicht als die erste ausgebildete einheimische Opernsängerin Norwegens und als einer der ersten internationalen Stars des Landes.

## Leben und Karriere
Karen Holmsen war die Tochter des in Eidsvoll tätigen Richters Clement Holmsen (1796–1862) und der Nicoline Caroline Nilson (1807–1854). Sie studierte ab 1854 in Stockholm, Kopenhagen und Paris, debütierte 1863 in Oslo und trat danach an vielen Bühnen im Ausland auf, bevor sie 1876 ans Christiana Theater kam, wo sie 1880 ihre Karriere beendete.

## Familie
Sie heiratete 1880 den Gutsbesitzer Peter Ferdinand Fischer (1827–1890), wurde aber 1890 verwitwet.